# 禮炮七號
禮炮七號（俄语：Салют-7），華語媒體舊譯作敬禮7號，編號DOS-6，一個曾經在近地軌道運行的太空站，在1982年4月至1992年2月間運轉。是蘇聯禮炮計劃的成果之一。1982年4月19日，經由质子号运载火箭發射進入近地軌道。禮炮七號是禮炮計劃中最後一個太空站，其後繼者為和平號太空站。